# Pinacoteca comunale di Cesena

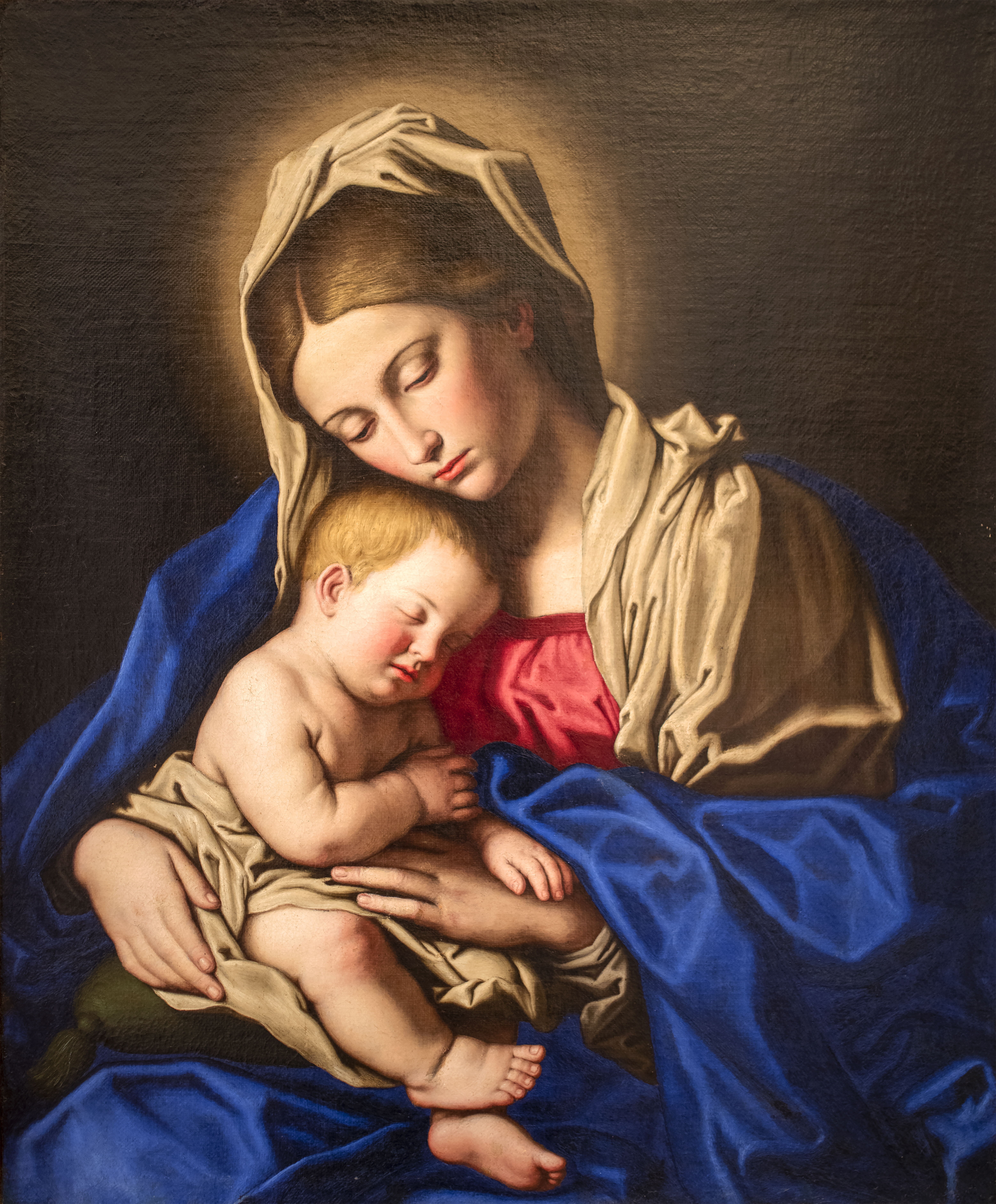
Madonna con il Bambino

La Pinacoteca comunale di Cesena è una galleria d'arte antica, moderna e contemporanea. Ha sede dal 1984 nell'Ex-convento di San Biagio.

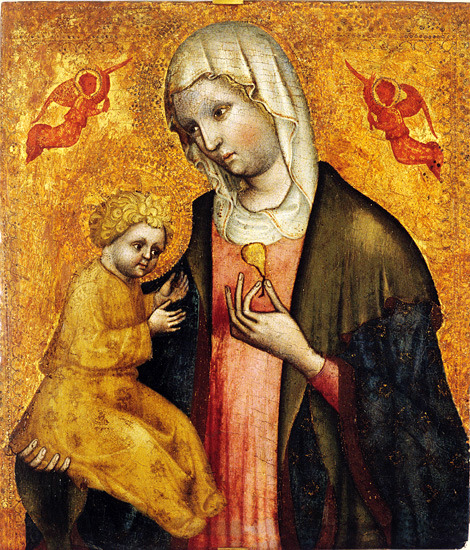
Madonna della Pera

## Storia
La collezione dei dipinti di proprietà del comune di Cesena si venne formando fra il XIX secolo e il XX secolo a seguito delle soppressioni napoleoniche e post-unitarie e, successivamente, vi furono altre acquisizioni di dipinti provenienti dalla Congregazione di Carità e da collezioni private. Dopo un primo allestimento in alcune stanze della Biblioteca Malatestiana nel 1883, si ebbero sistemazioni provvisorie e, solo dal 1984, la collezione è stabilmente raccolta ed esposta presso l'ex-convento di San Biagio.

## Catalogo
Le opere esposte coprono un arco di tempo compreso tra il XV secolo e l'età contemporanea, offrendo anche una panoramica della produzione di dipinti locali e arricchita da alcune importanti presenze di rilevanza nazionale.
Il museo espone opere di: Gino Barbieri, Guercino, Corrado Cagli, Antonio Cardile, Vittorio Matteo Corcos, Girolamo Forabosco, Bartolomeo Gennari, Renato Guttuso, Maestro dei Baldraccani, Giannetto Malmerendi, Pompilio Mandelli, Roberto Melli, Sante Monachesi, Bartolomeo Passarotti, Giovanni Battista Piazzetta, Francesco Francia, Scipione Sacco, Giovanni Battista Salvi, Cristoforo Serra, Mario Schifano, Alberto Sughi, Giulio Turcato, Luigi Veronesi e altri.

## Le sale
L'ambiente centrale: la Sala 1, ospita i dipinti più antichi che vanno dal XV secolo fino al XVII secolo; la sala a sinistra: la Sala 2, le tele sono del XVIII secolo e del XIX secolo e quella a destra: la Sala 3, è la sezione dedicata all'arte contemporanea, intitolata a Luigi Veronesi, costituita da opere lasciate da artisti e da recenti acquisizioni.

## Galleria d'immagini

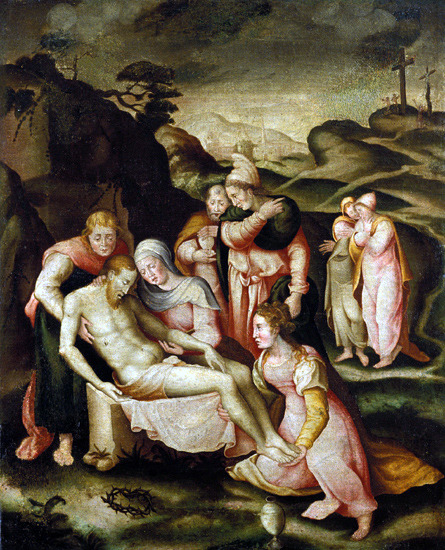
Deposizione di Cristo di Giovanni Battista Bertucci
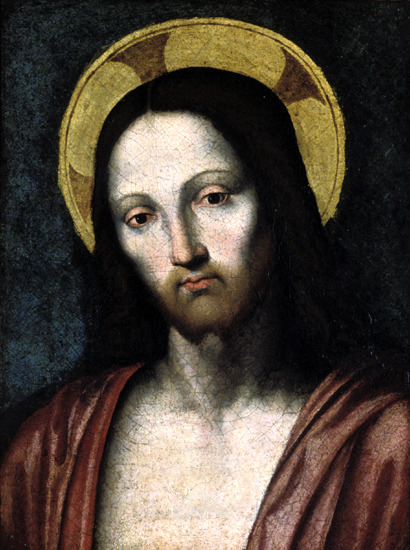
Testa di Cristo redentore di un anonimo
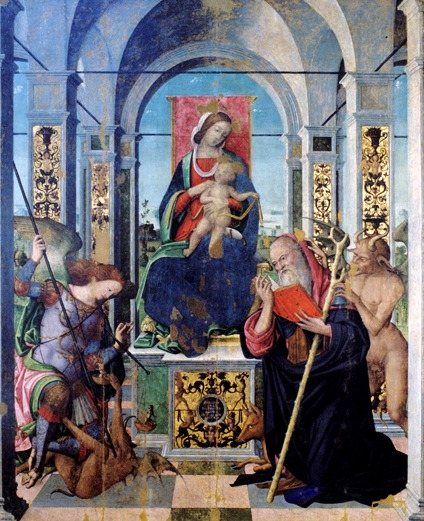
Madonna in trono col Bambino, sant'Antonio Abate e l'arcangelo Michele di Antonio Aleotti
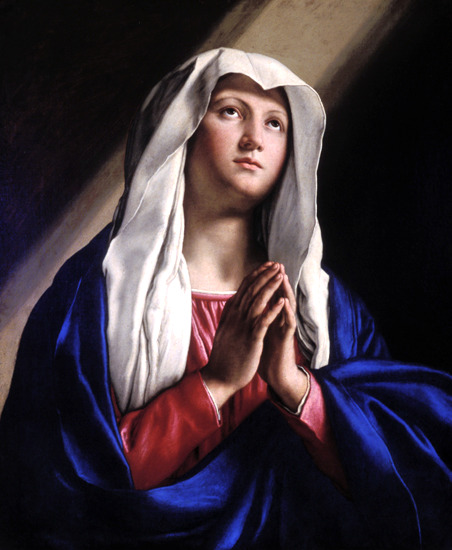
Vergine in preghiera con gli occhi rivolti verso il cielo del Sassoferrato
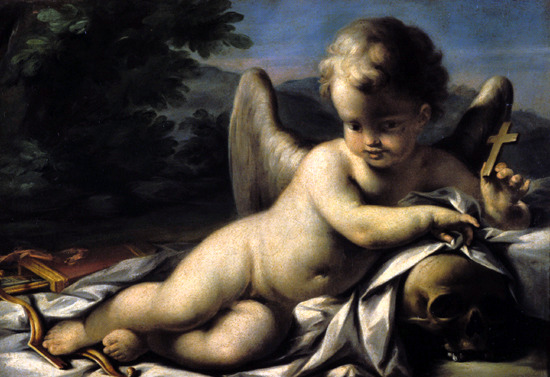
Il Genio della Morte di un pittore forlivese
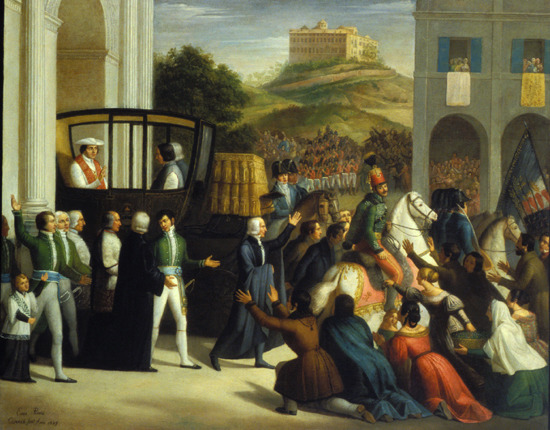
L'entrata di Pio VII a Cesena di Enea Peroni
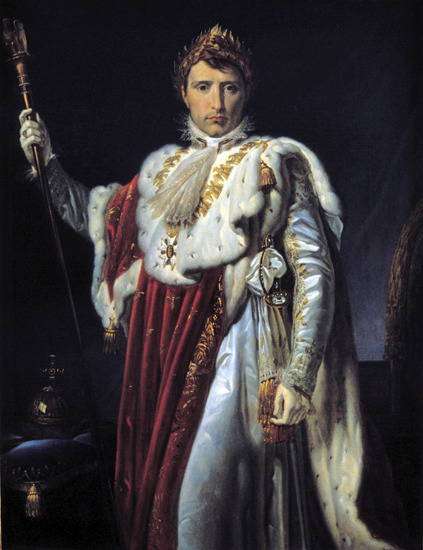
Ritratto di Napoleone Bonaparte di Vincenzo Baldacci
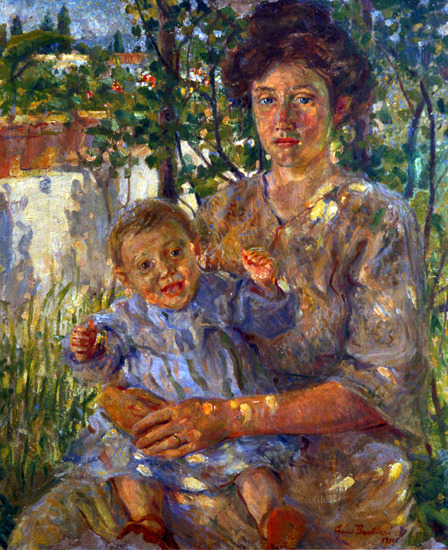
Madre con bambino di Gino Barbieri